# トーマス・バロー
トーマス・バロー（Thomas Burrow、1909年6月29日 - 1986年6月8日）は、イギリスのインド学者・言語学者で、オックスフォード大学の第6代サンスクリット教授。とくに『ドラヴィダ語語源辞典』（エメノーと共著）の編纂によって知られる。

## 略歴
バローは北ランカシャーのレックで生まれ、ケンブリッジ大学クライスツ・カレッジに入学した。はじめ古典を学ぶが、比較文献学を専門としたことから、楼蘭研究で知られるラプソンにインド学を学んだ。
1年間東洋研究学院（のちの東洋アフリカ研究学院）で学び、ハロルド・ウォルター・ベイリーの助力を得て、オーレル・スタインがニヤ遺跡で発見したカローシュティー文字で書かれた文献を研究した。1935年にケンブリッジに戻り、1937年にカローシュティー文献の言語（現在はガンダーラ語と呼ばれる）の研究でケンブリッジ大学の博士の学位を取得した。
1937年から1944年まで大英博物館の東洋文献部門で働き、また東洋アフリカ研究学院のサンスクリットの講師をつとめた。この時期にドラヴィダ語族の比較言語学的な研究を発表しはじめた。目が悪かったために第二次世界大戦中の兵役を免れた。
1944年にオックスフォード大学のサンスクリット教授に就任し、1976年までその職にあった。
インド・ヨーロッパ語族の比較言語学に関するバローの特筆すべき説として、印欧祖語にそれまで立てられてきたシュワ(*ə)の存在を否定したことがあげられる。
1949年にカリフォルニア大学バークレー校のマレー・バーンソン・エメノーはバローにドラヴィダ語語源辞典の編纂を提案した。バローは1950年代から1960年代にかけて中央インド各地を訪問し、いままでほとんど知られていなかったゴーンディー語・パルジー語・ペンゴ語などの中央インドのドラヴィダ語族の言語についてフィールドワークを行った。バローとエメノーによる辞典は1961年に初版が出版され、1984年に改訂された。28の言語に支えられて5,500項目以上のドラヴィダ語の語彙を立てることができた。
1986年に心筋梗塞で死亡した。

## 主な著書
- The Language of the Kharoṣṭhi Documents from Chinese Turkestan. Cambridge Univeristy Press. (1937)（博士論文を出版したもの）
- A Translation of the Kharoṣṭhī Documents from Chinese Turkestan. London: Royal Asiatic Society. (1940)
- The Sanskrit Language. London: Faber and Faber. (1955)（1973年改訂）
- Dravidian Etymological Dictionary. Oxford: Clarendon Press. (1961)（エメノーと共著、DEDと略称される。1984年の改訂版をDEDRと略称する）
- Dravidian Borrowings From Indo-Aryan. Berkeley: University of California Press. (1962)（エメノーと共著）
- Collected Papers on Dravidian Linguistics. Chidambaram: Annamalai University. (1968)
- The Problem of shwa in Sanskrit. Oxford: Clarendon Press. (1979)